# Đáy (hình học)

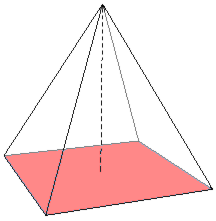
Một mô hình kim tự tháp với đáy được tô màu.

Trong hình học, đáy là một cạnh của một đa giác hoặc một mặt của một đa diện, nhất là khi cạnh hay mặt đó vuông góc với hướng đo chiều cao, hoặc cạnh/mặt đó được coi là phần dưới của hình vẽ. Khái niệm này được áp dụng rộng rãi cho tam giác, hình bình hành, hình thang, hình trụ tròn, hình nón, hình chóp, hình khối lục diện và hình chóp cụt.

## Vai trò trong việc tính diện tích và thể tích
Đáy được sử dụng rộng rãi cùng với chiều cao để tính toán diện tích và thể tích các hình. Khi nói về các quá trình này, kích cỡ (chiều dài hoặc diện tích) của đáy của một hình thường được gọi là "đáy" của nó. Nó là một trong những hình được phổ biến trên khắp cả nước và trên thế giới. Bằng cách sử dụng hình đáy ta có thể tưởng tượng những gì mà chúng ta có thể biết.
Bằng cách sử dụng này, diện tích hình bình hành hoặc thể tích của một hình lăng trụ hoặc hình trụ có thể được tính bằng cách nhân "đáy" với chiều cao; Tương tự như vậy, diện tích hình tam giác và thể tích của hình nón và hình chóp là các phân số của tích giữa đáy và chiều cao của chúng. Một số hình có hai đáy song song (như hình thang và hình thoi), cả hai đáy đều được sử dụng để tính toán diện tích của chúng.